# Route 25 (Oman)
Die Route 25 oder R25 ist eine Fernstraße im Sultanat Oman. Die Fernverkehrsstraße führt von dem Ort Al Jarda durch das östliche Hadschar-Gebirge bis in den Ort Al Hayema in der Route 23.